# Sheldon Hall
El Sheldon Hall es un edificio ubicado en el campus de la Universidad Estatal de Nueva York en Oswego, en Oswego, Estados Unidos. Fue construido en 1911.
Tiene una estructura de estilo neoclásico que consta de un bloque principal de dos pisos construido en ladrillo y terracota sobre un sótano elevado con alas flanqueantes. Cuenta con una torre de reloj revestida de cobre y un campanario sobre un frontón en el bloque principal.

## Historia
La construcción del edificio terminó en 1911. Fue incluido en el Registro Nacional de Lugares Históricos en 1981. En 2013, el edificio fue restaurado, con un coste aproximado de unos 10 millones de dólares estadounidenses.